# Saduria entomon
Saduria entomon is een pissebed uit de familie Chaetiliidae. De wetenschappelijke naam is gepubliceerd in 1758 door Linnaeus in de tiende editie van Systema naturae.